# ذخیره‌گاه طبیعی کواکرفیالن
ذخیره‌گاه طبیعی کواکرفیالن (به سوئدی: Skäckerfjällens naturreservat) یک ذخیره‌گاه طبیعی در سوئد است که در بخش آووره واقع شده‌است.